# Viviz
Viviz (кор. 비비지; иногда стилизуется VIVIZ) — южнокорейская гёрл-группа, сформированная в 2022 году компанией BPM Entertainment. В состав группы входят бывшие три участницы GFriend: Ынха, Синби и Омджи. Дебют группы состоялся 9 февраля 2022 года с мини-альбомом Beam of Prism.

## Название
Название группы, Viviz, является аббревиатурой фразы  «Vivid DayZ», которая объединяет понятия  «ясный»,  «интенсивный» и  «дни», определяемые агентством как  «смысл становления артистами, которые всегда с гордостью демонстрируют миру свои собственные цвета». Кроме того, его корейское произношение -  «би-би-джи», отсылающее к имени трех участниц группы: Ынха (Чон Ын Би), Синби (Хван Ын Би) и Омджи.

## История

### 2021–н.в: Формирование и дебют сBeam of PrismиQueendom 2
6 октября 2021 года было объявлено, что Ынха, Синби и Омджи, бывшие участницы GFriend, подписали контракт с BPM Entertainment и дебютируют в составе группы из трех человек. 8 октября название группы было объявлено как Viviz.
24 января 2022 года BPM Entertainment объявили, что группа дебютирует 9 февраля 2022 года, выпустив свой первый мини-альбом Beam of Prism. После выхода альбома группа дебютировала в эфире музыкального шоу M Countdown 10 февраля. 16 февраля, ровно через неделю после своего дебюта, группа выиграла свою первую награду на музыкальном шоу Show Champion.
21 февраля Mnet объявили, что Viviz примут участие во втором сезоне реалити-шоу Queendom, премьера которого состоялась 31 марта. В финале группа заняла 3 место.
26 апреля Viviz появились на церемонии вручения премии Грэмми Global Spin — видеосериале Академии звукозаписи, посвященном уникальным артистам со всего мира. Они исполнили свой дебютный ведущий сингл «Bop Bop!»  в Тондэмун Дизайн Плаза в Сеуле. Группа стала первой в истории K-pop женской группой, появившейся в сериале.
23 июня BPM Entertainment объявили, что 6 июля Viviz выпустят свой второй мини-альбом Summer Vibe.

## Участницы
Позицию лидера в группе никто не занимает. Изначально, они планировали меняться позицией лидера с каждой сменой эры группы, но Синби заявила, что они пока ещё точно не определились с выбором лидера группы
| Сценический псевдоним | Сценический псевдоним | Настоящее имя | Настоящее имя | Дата рождения | Позиция в группе                  |
| Основной              | Английский            | На русском    | Хангыль       | Дата рождения | Позиция в группе                  |
| --------------------- | --------------------- | ------------- | ------------- | ------------- | --------------------------------- |
| Ынха                  | Eunha                 | Чон Ын Би     | 정은비        | 30.05.1997    | Главная вокалистка, маднэ         |
| Синби                 | SinB                  | Хван Ын Би    | 황은비        | 03.06.1998    | Главный танцор, вокалистка        |
| Омджи                 | Umji                  | Ким Йе Вон    | 김예원        | 19.08.1998    | Вокалистка, ведущий танцор, макнэ |

## Дискография

### Мини-альбомы
- Beam of Prism (2022)
- Summer Vibe (2022)
- Various (2023)
- Versus (2023)
- Voyage (2024)

## Фильмография

### Телевизионные шоу
| Год  | Название   | Телеканал | Роль      | Ссылка |
| ---- | ---------- | --------- | --------- | ------ |
| 2022 | Queendom 2 | Mnet      | Участницы | [ 6 ]  |